# نمشة (سيف)

النِمشة او سيف النِمشة هو سيف بيد واحدة من صناعة الامبراطورية المغربية الشريفة  المملكة المغربية حاليا  ويستخدم في المملكة المغربية خلال الفترة دولة المرابطين المغربية  حتى حدود القرن الثامن عشر وقل استعماله مع تطور صناعة البارود بشكل كبير.  ويصنف على أنه نوع من السيف الأحدب. أصبحت  سيف النمشة رمز للبحارة المغاربة اثناء الحروب البحرية و تجده على راية البحرية المغربية. 
هناك عدة انواع منه معروضة بمتاحف السلاح في مدن المغرب. 
سيف النمشة المغربي من السيوف المقوسة التي أصبحت  مشهورة  برشاقتها و فاعليتها في المعارك البحرية المغربية من القرن السادس عشر فصاعدا ،و تتميز سيوف النمشة بامتلكها واقي للأصابع على شكل حرف "D"،ومقابض خشبية مميزة تشير إلى الأمام  مسطحة الجوانب.
الشفرات الموجودة على النمشة غالبا ما تكون  بأشكال متنوعة.
كانت النمشة تحظى بشعبية كبيرة على الأرض وبين البحارة المغاربة حيث كان يمثل هيبة الدولة، و فضل القراصنة المغاربة أمثال رياس البحر الجزائريين استخدام هذا السيف خلال غزواتهم البحرية ،  وقامت وحدات الجيش البحري المغربي  مثل وحدات الدفاع البحرية للمحروسة بتجهيز قواتهم بالنمشات، و كانت الدولة المغربية ترسله كهدايا لرؤساء و ملوك  ذلك الوقت و يعتبر سيف النمشا المغربي رمز من رموز من رموز البحرية المغربية القديمة التي لها صيت كبير في البحر المتوسط فالتاريخ دائما ما يذكر البحرية المغربية و الأسطول البحري المغربي على أنه واحد من أقوى اساطيلالبحارفي ذلك الوقت .

## صفات
جاءت الشفرات الموجودة على النمشة بأشكال متنوعة، وغالبًا ما تم استيرادها من أوروبا. كان الشكلان الرئيسيان دائمًا من مجموعة حافة واحدة إما عبارة عن "نمط سيف قصير" منحني بشكل أعمق بشكل عام، أو شكل أطول وأكثر رشاقة يحمل أحيانًا نقطة مقطوعة.
تمتلك النمشة أيضًا مقابض مميزة تشير إلى الأمام ، والتي تنتهي بأسلوب "برعم". المقابض الخشبية مسطحة الجوانب ومربعة عند حلق "معلق" بزاوية 90 درجة تقريبًا. يتم ربط الشفرة والمقبض بواسطة مسمار يقع في الجزء العلوي من الحلق. غالبًا ما يكون للواقي المتقاطع واقي مفصل يبدأ أسفل الحلق ويمتد إلى أسفل الحلق بطريقة "مربع" مميزة؛ على الجانب الآخر من المقبض، يستمر هذا المسار عادةً إلى الكيليون الثالث.

## الاستخدام
كانت نمشة تحظى بشعبية كبيرة على الأرض وبين البحارة. ونتيجة للبحارة، انتشر هذا النمط من السيف في مناطق بعيدة من جنوب شبه الجزيرة العربية واليمن وزنجبار.  تحتوي كل منطقة من هذه المناطق على نمشات تختلف قليلاً في التصميم، على سبيل المثال، السيوف الزنجبارية لها مقابض منحنية بشكل أكثر حدة، وواقي للأصابع على شكل حرف "D"، وقبعة على شكل سلحفاة على الحلق لتثبيت النصل والمقبض.
في شبه الجزيرة العربية، تم استخدام النمشات كهدايا.
كما فضل القراصنة البربريون هذا السيف،